# Alena Vachovcová
Alena Vachovcová (* 24. Januar 1974 in Stod) ist eine tschechische Tischtennisspielerin. Sie nahm an den Olympischen Spielen 2004 teil.

## Werdegang
Im Doppel mit Zuzana Poliačková holte sie 1992 den slowakischen Meistertitel.
2003 wurde Vachovcová tschechische Meisterin im Einzel. Im Doppel gewann sie die tschechische Meisterschaft 1994 (zusammen mit Jana Dobešová), 1996 (mit Hana Plachá), 1998 (mit Andrea Botková), 2001 (mit Ivana Weberová), 2002 (mit Renáta Štrbíková) sowie 2003, 2004, 2005 und 2006 (jeweils mit Iveta Vacenovská). Außerdem wurde sie 2001 und 2003 zusammen mit Martin Pytlík tschechische Meisterin im Mixed.
Erste internationale Erfolge erzielte sie im Jugendalter. So erreichte sie 1988 bei den Jugend-Europameisterschaften im Mixed mit Szilard Csolle das Endspiel, 1991 gewann sie den Titel bei der TOP-12 der Junioren.
Sie nahm an der Europameisterschaft 1996, zwischen 1991 und 2004 an acht Weltmeisterschaften sowie zusammen mit Renáta Štrbíková am Doppelwettbewerb der Olympischen Spiele 2004 in Athen teil. 
Vachovcová war in den 1990er Jahren zunächst für den ŠKST Bratislava aktiv und wechselte dann zum ŠKST ČSAD Hodonín, wo sie von Richard Brhel trainiert wurde. 1995 war sie für Postas Sport E. Budapest aktiv. Von 1998 bis 2001 verstärkte sie das Team des Homberger TS in der 2. Bundesliga. Für ČSAD Hodonín spielte sie 2002/03, 2003/04, 2005/06, 2008/09, 2009/10 und 2010/11 in der Superliga.

## Turnierergebnisse
| Verband | Veranstaltung                         | Jahr | Ort          | Land | Einzel     | Doppel    | Mixed      | Team  |
| ------- | ------------------------------------- | ---- | ------------ | ---- | ---------- | --------- | ---------- | ----- |
| TCH     | Jugend-Europameisterschaft (Kadetten) | 1988 | Novi Sad     | YUG  |            |           | Silber     |       |
| CZE     | Olympische Spiele                     | 2004 | Athen        | GRE  |            | letzte 32 |            |       |
| CZE     | Pro Tour                              | 2004 | Leipzig      | GER  | letzte 64  |           |            |       |
| CZE     | Pro Tour                              | 2004 | Kroatien     | HRV  | letzte 64  |           |            |       |
| CZE     | Pro Tour                              | 2003 | Aarhus       | DEN  | letzte 64  |           |            |       |
| CZE     | Pro Tour                              | 2002 | Warschau     | POL  | letzte 64  |           |            |       |
| CZE     | Pro Tour                              | 2001 | Farum        | DEN  | letzte 32  |           |            |       |
| CZE     | Pro Tour                              | 2001 | Skövde       | SWE  | Rd 1       |           |            |       |
| CZE     | Pro Tour                              | 2001 | Bayreuth     | GER  | letzte 64  |           |            |       |
| CZE     | Pro Tour                              | 1999 | Prag         | CZE  | letzte 32  | letzte 16 |            |       |
| CZE     | Weltmeisterschaft                     | 2004 | Doha         | QAT  |            |           |            | 14    |
| CZE     | Weltmeisterschaft                     | 2003 | Paris        | FRA  | letzte 64  | letzte 64 | letzte 64  |       |
| CZE     | Weltmeisterschaft                     | 2001 | Osaka        | JPN  | letzte 64  | Qual      | Qual       | 14    |
| CZE     | Weltmeisterschaft                     | 2000 | Kuala Lumpur | MAS  |            |           |            | 21–24 |
| CZE     | Weltmeisterschaft                     | 1999 | Eindhoven    | NED  | letzte 128 | letzte 64 | letzte 128 |       |
| CZE     | Weltmeisterschaft                     | 1995 | Tianjin      | CHN  | Qual       | letzte 32 | Scratched  | 29    |
| CZE     | Weltmeisterschaft                     | 1993 | Göteborg     | SWE  | letzte 64  | letzte 64 | letzte 64  | 21    |
| TCH     | Weltmeisterschaft                     | 1991 | Chiba City   | JPN  | letzte 64  | Qual      | letzte 128 | 7     |